# Krzyżowa Wola
Krzyżowa Wola – dawna wieś, od 1952 część Starachowic w południowo-zachodniej części miasta. Obecnie jest częścią Osiedla Górniki.

## Historia
Wieś Krzyżowa Wola (pisownia dawna Kszyszowa Wola) lokowana przez cystersów wąchockich w początkach wieku XIV około roku 1308 (co wskazuje na prawdopodobne istnienie siedliska już XIII wieku), podobnie jak wieś Lipowe Pole, na prawie niemieckim na terenach pierwotnego uposażenia klasztoru nadanego przez biskupa Gedkę. Była wsią w województwie sandomierskim w ostatniej ćwierci XVI wieku. 
Zapisy o istnieniu w Krzyżowej Woli kuźnicy żelaza pochodzą z XV w. Wspomina o niej także Długosz w wieku XV nazywając Krzyzanowa Wolya – wieś w dobrach klasztoru Wąchockiego. Istniejąca w wieku XV i XVI kuźnica w Krzyżowej Woli jak i dwie inne w Bzinie i Żyrcinie (Skarżyski Rejów) zostają wydzierżawione przez Cystersów za czynszem. Odprowadzano z nich czynsz w wysokości; Bzin 30 grzywien, Krzyżowa Wola 10 grzywien, Żyrcin 12 grzywien.
W 1615 następuje rozgraniczenie dóbr klasztoru świętokrzyskiego i klasztoru wąchockiego. W 1641 Cystersi wąchoccy skarżą klasztor świętokrzyskiego o rozkopanie kopców granicznych między Starachowicami i Krzyżową Wolą. W 1788 w trybunale radomskim kończy się trwający blisko 100 lat spór pomiędzy zakonami. Za zgodą obu stron miało nastąpić rozgraniczenie posiadłości (zobacz kś. Gacki, Benedyktyński klasztor św. Krzyża, Warsz., 1873). W 1803 następuje rozgraniczenie Wanacji i Michałowa od Starachowic i Krzyżowej Woli. W 1827 wymieniona w spisie jako wieś duchowna liczyła domów 14, ludności 90 osób . 
Za Królestwa Kongresowego Krzyżowa Wola przynależała do powiatu iłżeckiego w guberni kieleckiej. Początkowo, w latach 1867–1870, znajdowała się w gminie Starachowice. 13 stycznia 1870 gmina Starachowice została zniesiona w związku z przyłączeniem do niej pozbawionego praw miejskich Wierzbnika i równoczesnym przemianowaniem jednostki na gminę Wierzbnik. W 1908 Krzyżowa Wola wymieniana jest jako wieś należąca do parafii w Wąchocku obok m.in. Ciecierówki, Fabryk Starachowickich, wsi Herkules i Mieszały. 18 sierpnia 1916 z gminy Wierzbnik wyłączono Wierzbnik, przekształcając go w odrębną gminę miejską), a już 1 listopada 1916 z pozostałej części gminy Wierzbnik (z m.in. Krzyżową Wolą) utworzono nową gminę Styków. 
W II RP Krzyżowa Wola przynależała do woj. kieleckiego (powiat iłżecki), gdzie w 1921 roku liczyła 308 mieszkańców i 40 domów. 31 października 1933 utworzyła gromadę o nazwie Krzyżowa Wola, składającą się ze wsi Krzyżowa Wola oraz lasów państwowych z gajówką Krzyżowa Wola. 1 kwietnia 1939 miasto Wierzbniki połączono z utworzoną w 1933 roku gromadą Starachowice Fabryczne, nadając mu nazwę Starachowice-Wierzbnik. Natomiast Krzyżowa Wola zachowała dalej swoją odrębność jako gromada w gminie Styków.
Podczas II wojny światowej włączona do Generalnego Gubernatorstwa (dystrykt radomski, powiat starachowicki). Hitlerowcy znieśli gromadę Krzyżowa Wola (a także gromady Starachowice-Wieś, Wanacja i Starachowice Górne), włączając ją do miasta Starachowice-Wierzbnik, które przemianowali na Starachowice.
Po wojnie powrócono do stanu sprzed wojny; gromady włączone przez hitlerowców do Starachowic odzyskały swoją samodzielność (w tym Krzyżowa Wola), a miasto powróciło do przedwojennej nazwy Starachowice-Wierzbnik. Zmieniono ją z powrotem na Starachowice dopiero 3 września 1949.
Krzyżowa Wola utraciła ostatecznie swoją samodzielność 1 lipca 1952, kiedy włączono ją do miasta Starachowice w związku z nadaniem mu statusu powiatu miejskiego.